# روی اش
روی لارنس اش (Roy Lawrence Ash) (زادهٔ ۲۰ اکتبر ۱۹۱۸ – درگذشتهٔ ۱۴ دسامبر ۲۰۱۱)، مؤسس مشترک و رئیس شرکت آمریکایی صنایع لیتون و هدایتگر اداره مدیریت و بودجه بود که از ۲ فوریه ۱۹۷۳ تا ۳ فوریه ۱۹۷۵ در دوره دو رئیس‌جمهور ایالات متحده، ریچارد ام. نیکسون و جرالد فورد خدمت کرد.

## اوایل زندگی و تحصیلات
روی لارنس اش در ۲۰ اکتبر ۱۹۱۸ در لس آنجلس، کالیفرنیا زاده شد و پسر چارلز کی. اش و فی ای. دیکینسون بود. اش در ۱۶ سالگی مدرسه را به پایان رساند و از سوی بنک آو امریکا به عنوان پیام‌رسان گردآوری پول در شهر استخدام شد. مدت کوتاهی پس از آغاز جنگ جهانی دوم، اش به عنوان سرباز در سپاه هوایی نیروی زمینی ایالات متحده پذیرفته شده و با کسب چند درجه نظامی، به درجه سروان در سپاه هوایی نیروی زمینی ایالات متحده ترفیع نموده و در اداره مدیریت کنترل خدمت کرد. پس از پایان جنگ، وی وارد مدرسه کسب‌وکار هاروارد شده و در ۱۹۴۷ میلادی با کسب مدرک مدیریت ارشد کسب‌وکار و درجه بیکر اسکالر (Baker Scholar) از این مدرسه فارغ‌التحصیل گردید. پس از اینکه وی دوباره برای مدت کوتاهی با بانک آو آمریکا کار کرد، به شرکت هواپیماسازی هیوز پیوسته و بزودی شعبه مالی این شرکت را رهبری کرد.
اش در ۱۳ نوامبر ۱۹۴۳ با ماری هورنبک ازدواج نموده و سه پسر و دو دختر داشت (چارلز، جیمز، رابرد، لوریتا و ماریلن). گفته می‌شود که اش لبخند و خنده زیبا داشت.
اش و شریک وی تیکس تورنتون شرکت صنایع لیتون که در آن زمان یک تولیدکننده کوچک لامپ ریزموج واقع در ساحل غربی بود، را در ۱۹۵۳ میلادی خریداری نمودند. تا زمانی که اش در ۱۹۶۱ میلادی رئیس شرکت شد، لیتون طی یک برنامه وسیع خریداری شرکت‌ها، ۲۵ شرکت را در خریداری نموده بود، با ۴۸ کارخانه در نه کشور دنیا فعالیت داشت و فروش آن به ۲۴۵ میلیون دلار می‌رسید. تا ۱۹۶۵ میلادی، این شرکت بیش از ۹۰۰ میلیون دلار فروش داشت و ۵٬۰۰۰ اقلام مختلف تولید می‌کرد.

## زندگی سیاسی
پس از اینکه ریچارد نیکسون در ۱۹۶۸ میلادی به عنوان رئیس‌جمهور ایالات متحده انتخاب شد، از اش خواست تا شورای مشورتی رئیس‌جمهور را در کمیته اجرائی ساخته و رهبری نماید، شورای که بعداً به کمیسیون اش معروف گردید. در یادداشتی که اش در ۱۹۶۹ میلادی به نیکسون فرستاد، وی یافته‌های خود مبنی بر اینکه «به اتفاق آرا، دفتر اجرائی رئیس‌جمهور از نظر سازمانی نیاز به بهبود دارد» را گزارش داد. از جمله توصیه‌های این کمیسیون، توسعه اداره بودجه به یک اداره جدید بنام اداره مدیریت و بودجه (OMB) بود، ادارهٔ که به منظور ایجاد رهبری نتیجه-محور در سراسر حکومت فدرال باید ایجاد می‌گردید. اش این پیشنهاد را به این مفهوم ربط داد، «به هر اندازه که حکومت از نظر ساختار بزرگ باشد، باز هم می‌توان آنرا با بکارگیری شیوه‌های مدیریتی موثرتر ساخت».
در نوامبر ۱۹۶۹، شورای داخلی رئیس‌جمهور به اش مأموریت مطالعه این امر را داد که آیا تمامی فعالیت‌های زیست‌محیطی فدرال می‌تواند تحت یک اداره واحد انجام گردد یا خیر. طبق گزارشی از سازمان حفاظت از محیط زیست ایالات متحده (U.S.EPA)، اش در جریان جلسه بهار ۱۹۷۰ در نخست اظهار داشت که بهتر است تا تنها یک اداره از مدیریت محیط زیستی و منابع طبیعی نظارت نماید، اما وی تا آوریل همان سال نظر خود را تغییر داده بود. او طی یادداشتی که به رئیس‌جمهور فرستاد، از وجود یک نهاد کاملاً جداگانه برای برنامه‌های ضد آلودگی دفاع کرد. این گزارش کمیسیون منتهی به ایجاد سازمان حفاظت از محیط زیست شد.
با انتخاب مجدد نیکسون در ۱۹۷۲ میلادی، نیکسون به عنوان مدیر ارشد اداره مدیریت و بودجه معرفی گردید. با آغاز وحشت ملی پس از وضع تحریم بر صادرات نفت توسط کشورهای عربی در خزان ۱۹۷۳، اش به نیکسون هشدار داد تا با تأمل حرکت کند، چون وی پیشبینی نموده بود که «من احتمال می‌دهم که تنها پس از چند ماه، ما به این بحران انرژی همانند چیزی نگاه خواهیم کرد که حالا به قیمت گوشت نگاه می‌کنیم – یک مشکل روزمرگی و مداوم حکومت داری – نه یک بحران ریاست جمهوری».
پس از ترک اداره مدیریت و بودجه، وی در مقطعی از زمان که صنعت رونوشت از زیراکس به دستگاه‌های فتوکپی در حال تغییر بود، به ادریسوگراف-ملتیگراف (بعدتر به ای‌ام انترنشنال تغییر نام داد) پیوست تا این شرکت رونوشت در حال غرق شدن را نجات دهد. وی در ۱۹۸۱ میلادی از ای‌ام استعفا داد.

## اواخر زندگی
در ۲۰۰۳ میلادی، او و همسرش مبلغ ۱۵٬۰۰۰٬۰۰۰ دلار را برای تأسیس مرکز حکومت‌داری تموکراتیک و نوآوری روی و لیلا اش در مدرسه حکومت کندی، به دانشگاه هاروارد اهدا نمودند.
وی به عنوان عضو کمیته بودجه حسابده فدرال خدمت نمود.
در ژانویه ۲۰۰۷، وی یکی از دو «ییلاق شکار» بزرگ خود را به قیمت ۲۲ میلیون دلار بفروش رساند. این مبلغ، بالاترین قیمتی بود که برای یک ملک در شهرستان لادن تا آن زمان به ثبت رسیده بود. میدلبرگ، ویرجینیا، معروف به «للانگولین»، دارای مساحت ۱٬۱۰۰ آکر (۴٫۵ کیلومتر مربع)، یک کاخ اشرافی برای اسب سواری بود که در ۱۹۸۹ میلادی توسط اش از ارثیه لیز وایتنی تیپیت، همسر اول جان هی وایتنی، خریداری گردیده بود. اش تا زمان مرگ خود هنوز هم مالک یک ییلاق شکار بزرگ دیگر در منطقه میدلبرگ بنام «هانت‌لندز» بود، هرچند وی در ۲۰۰۵ تلاش نمود تا آنرا به قیمت ۱۸٫۸ میلیون دلار بفروش برساند، اما موفق نشد. کاخ اصلی این ملک، با مساحت ۵۵۰ آکر (۲٫۲ کیلومتر مربع)، تفریحگاه آخر هفته برای سناتورها، اعضای کنگره و دیپلماتان بوده و رؤسای جمهور لیندون بی. جانسون و جان اف. کندی چندین بار از هانت‌لندز دیدن نموده بودند.
اش در ۱۴ دسامبر ۲۰۱۱ بر اثر بیماری پارکینسون در ۹۳ سالگی درگذشت.